# Cherokee (Alabama)
Cherokee ist eine Ortschaft im Colbert County im Bundesstaat Alabama in den Vereinigten Staaten. 2020 lebten hier 970 Menschen.

## Geographie
Cherokee liegt im Nordwesten Alabamas im Süden der Vereinigten Staaten. Der Orte befindet sich etwa 12 Kilometer östlich der Grenze zu Mississippi sowie 26 Kilometer südlich der Grenze zu Tennessee. 5 Kilometer nordöstlich verläuft der 1049 Kilometer lange Tennessee River.
Nahegelegene Orte sind unter anderem Barton (6 km östlich), Waterloo (17 km nordwestlich), Iuka (18 km westlich), Tuscumbia (19 km östlich) und Sheffield (19 km östlich). Die nächste größere Stadt ist mit 180.000 Einwohnern das etwa 96 Kilometer östlich entfernt gelegene Huntsville.

## Geschichte
Die ersten weißen Siedler nannten den Ort Buzzard Roost. 1838 stieg die Einwohnerzahl an, nachdem neue Straßen fertiggestellt wurden.
Cherokee selber wurde 1856 gegründet, kurz vor Fertigstellung der Memphis and Charleston Railroad und wurde nach den Cherokee-Indianern benannt, die dieses Land einst besaßen. Im gleichen Jahr wurde ein Postamt gegründet sowie 1859 ein Bahndepot errichtet, das der Stadt ein weiteres Bevölkerungswachstum verschaffte. 1871 folgte die Eingemeindung.
Aufgrund ihrer Lage nach der Grenze zwischen Nordstaaten und Südstaaten war die Stadt während des Sezessionskriegs strategisches Ziel zahlreicher Angriffe und wurde mehrfach besetzt. Lange Zeit wirkte sich dieser Krieg negativ auf die Wirtschaft der Stadt aus, jedoch erholte sie sich und begann wieder zu expandieren. Der städtische Aufschwung fand ein Ende, als die benachbarten Städte Tuscumbia, Florence und Muscle Shoals ebenfalls expandierten und viele Unternehmen anzogen.
Ein Gebäude in Cherokee ist im National Register of Historic Places aufgeführt, das Easterwood House (Stand 11. Juli 2019).

## Verkehr
Im Süden der Stadt verläuft der U.S. Highway 72, 3 Kilometer westlich besteht Anschluss an den 715 Kilometer langen Natchez Trace Parkway.
Etwa 17 Kilometer westlich befindet sich der Iuka Airport, 30 Kilometer östlich außerdem der Northwest Alabama Regional Airport.

## Demographie
Die Volkszählung 2000 ergab eine Bevölkerungszahl von 1237, verteilt auf 510 Haushalte und 370 Familien. Die Bevölkerungsdichte lag bei 213 Menschen pro Quadratkilometer. 78,3 % der Bevölkerung waren Weiße, 20,2 % Schwarze und 0,3 % Indianer. 1,1 % hatten zwei oder mehr Ethnizitäten, 0,5 % waren Hispanics oder Lateinamerikaner jedweder Ethnizität. Auf 100 Frauen kamen 92 Männer. Das Durchschnittsalter lag bei 38 Jahren, das Pro-Kopf-Einkommen betrug 12.431 US-Dollar, womit etwa 22,6 % der Bevölkerung unterhalb der Armutsgrenze lebte.
Bis zur Volkszählung 2010 sank die Einwohnerzahl auf 1048.